# Paris (The Cure)
Paris è un album dal vivo della band inglese The Cure, pubblicato il 26 ottobre 1993.

## Descrizione
Registrato dal vivo allo Zenith di Parigi nelle notti del 19, 20 e 21 ottobre 1992, questo album arriva a solo un mese di distanza dall'altro live preso dallo stesso trionfale tour, Show, e cerca di coprire il lato più intimista e malinconico dei Cure, mentre col precedente live si è prestata più attenzione al lato commerciale e di successo della produzione del gruppo.
La metà delle royalties del disco furono devolute dalla band alla Croce Rossa Internazionale per sostenere le campagne di soccorso internazionale.
Il 22 marzo 2024 è stata pubblicata una versione contenente 2 tracce bonus per celebrare i 30 anni di uscita dell'album.

## Tracce
1. The Figurehead – 7:26
2. One Hundred Years – 7:16
3. At Night – 6:39
4. Play for Today – 3:51
5. Apart – 6:37
6. In Your House – 3:59
7. Lovesong – 3:32
8. Catch – 2:41
9. A Letter to Elise – 4:51
10. Dressing Up – 2:49
11. Charlotte Sometimes – 3:59
12. Close to Me – 3:58
13. Shake Dog Shake (Traccia 13 presente solo nella 30th anniversary edition come prima traccia)
14. Hot Hot Hot!!! (Traccia 14 presente solo nella 30th anniversary edition)

## Formazione
- Robert Smith: voce, chitarra
- Simon Gallup: basso
- Porl Thompson: chitarra
- Boris Williams: batteria
- Perry Bamonte: chitarra e tastiere